# 学校法人東京農業大学
学校法人東京農業大学（がっこうほうじんとうきょうのうぎょうだいがく）は、日本の学校法人。東京都世田谷区桜丘1丁目に本部を置く。

## 概要
学校教育法・私立学校法により私立学校の設置者が学校法人に限定されたことから、1925年に発足した財団法人東京農業大学を前身とし、1949年2月21日に発足した。

## 設置している学校

### 大学
- 東京農業大学
- 東京情報大学

### 高等学校
- 東京農業大学第一高等学校
- 東京農業大学第二高等学校
- 東京農業大学第三高等学校

### 中学校
- 東京農業大学第一高等学校中等部
- 東京農業大学第二高等学校中等部
- 東京農業大学第三高等学校附属中学校

### 小学校
- 東京農業大学稲花小学校

### 過去の設置校
- 東京農業大学短期大学部
- 東京農業大学成人学校（各種学校） - 東京農業大学グリーンアカデミーに継承。

## 沿革
- 1949年2月 - 学校法人東京農業大学発足。
- 1949年4月 - 新制東京農業大学設置。
- 1950年4月 - 東京農業大学短期大学、東京農業大学第一高等学校設置。
- 1953年4月 - 東京農業大学大学院設置。
- 1962年4月 - 東京農業大学第二高等学校設置。
- 1985年4月 - 東京農業大学第三高等学校設置。
- 1988年4月 - 東京情報大学設置。
- 1991年5月 - 東京農業大学創立100周年記念式典挙行。
- 1992年4月 - 東京情報大学大学院設置。
- 2005年4月 - 東京農業大学第一高等学校中等部設置。
- 2009年4月 - 東京農業大学第三高等学校附属中学校設置。
- 2023年4月 - 東京農業大学第二高等学校中等部設置[1][2]。